# Liste des sénateurs des États-Unis pour le Maryland
Depuis l'indépendance des États-Unis, l'État du Maryland élit deux sénateurs, membres du Sénat fédéral.
| 1er (1789-1791)  |                                              |                 |                                         |                                               |  |
| 2e (1791-1793)   |                                              |                 |                                         |                                               |  |
| 3e (1793-1795)   |                                              |                 |                                         |                                               |  |
| 4e (1795-1797)   |                                              |                 |                                         |                                               |  |
| 5e (1797-1799)   |                                              |                 |                                         |                                               |  |
| 6e (1799-1801)   |                                              |                 |                                         |                                               |  |
| 7e (1801-1803)   |                                              |                 |                                         |                                               |  |
| 8e (1803-1805)   |                                              |                 |                                         |                                               |  |
| 9e (1805-1807)   |                                              |                 |                                         |                                               |  |
| 10e (1807-1809)  |                                              |                 |                                         |                                               |  |
| 11e (1809-1811)  |                                              |                 |                                         |                                               |  |
| 12e (1811-1813)  |                                              |                 |                                         |                                               |  |
| 13e (1813-1815)  |                                              |                 |                                         |                                               |  |
| 14e (1815-1817)  |                                              |                 |                                         |                                               |  |
| 15e (1817-1819)  |                                              |                 |                                         |                                               |  |
| 16e (1819-1821)  |                                              |                 |                                         |                                               |  |
| 17e (1821-1823)  |                                              |                 |                                         |                                               |  |
| 18e (1823-1825)  |                                              |                 |                                         |                                               |  |
| 19e (1825-1827)  |                                              |                 |                                         |                                               |  |
| 20e (1827-1829)  |                                              |                 |                                         |                                               |  |
| 21e (1829-1831)  |                                              |                 |                                         |                                               |  |
| 22e (1831-1833)  |                                              |                 |                                         |                                               |  |
| 23e (1833-1835)  |                                              |                 |                                         |                                               |  |
| 24e (1835-1837)  |                                              |                 |                                         |                                               |  |
| 25e (1837-1839)  |                                              |                 |                                         |                                               |  |
| 26e (1839-1841)  |                                              |                 |                                         |                                               |  |
| 27e (1841-1843)  |                                              |                 |                                         |                                               |  |
| 28e (1843-1845)  |                                              |                 |                                         |                                               |  |
| 29e (1845-1847)  |                                              |                 |                                         |                                               |  |
| 30e (1847-1849)  |                                              |                 |                                         |                                               |  |
| 31e (1849-1851)  |                                              |                 |                                         |                                               |  |
| 32e (1851-1853)  |                                              |                 |                                         |                                               |  |
| 33e (1853-1855)  |                                              |                 |                                         |                                               |  |
| 34e (1855-1857)  |                                              |                 |                                         |                                               |  |
| 35e (1857-1859)  |                                              |                 |                                         |                                               |  |
| 36e (1859-1861)  |                                              |                 |                                         |                                               |  |
| 37e (1861-1863)  |                                              |                 |                                         |                                               |  |
|                  | Reverdy Johnson (unioniste puis démocrate)   |                 | 38e (1863-1865)                         |                                               |  |
|                  | Reverdy Johnson (unioniste puis démocrate)   | 39e (1865-1867) |                                         | John Creswell (unioniste inconditionnel (en)) |  |
| 40e (1867-1868)  | Reverdy Johnson (unioniste puis démocrate)   |                 | George Vickers (en) (démocrate)         |                                               |  |
|                  | William Pinkney Whyte (en) (démocrate)       |                 | George Vickers (en) (démocrate)         | 40e (1868-1869)                               |  |
|                  | William Thomas Hamilton (en) (démocrate)     |                 | George Vickers (en) (démocrate)         | 41e (1869-1871)                               |  |
| 42e (1871-1873)  | William Thomas Hamilton (en) (démocrate)     |                 | George Vickers (en) (démocrate)         |                                               |  |
| 43e (1873-1875)  | William Thomas Hamilton (en) (démocrate)     |                 | George R. Dennis (en) (démocrate)       |                                               |  |
|                  | William Pinkney Whyte (en) (démocrate)       |                 | George R. Dennis (en) (démocrate)       | 44e (1875-1877)                               |  |
| 45e (1877-1879)  | William Pinkney Whyte (en) (démocrate)       |                 | George R. Dennis (en) (démocrate)       |                                               |  |
| 46e (1879-1881)  | William Pinkney Whyte (en) (démocrate)       |                 | James Black Groome (en) (démocrate)     |                                               |  |
|                  | Arthur Pue Gorman (en) (démocrate)           |                 | James Black Groome (en) (démocrate)     | 47e (1881-1883)                               |  |
| 48e (1883-1885)  | Arthur Pue Gorman (en) (démocrate)           |                 | James Black Groome (en) (démocrate)     |                                               |  |
| 49e (1885-1887)  | Arthur Pue Gorman (en) (démocrate)           |                 | Ephraim Wilson (en) (démocrate)         |                                               |  |
| 50e (1887-1889)  | Arthur Pue Gorman (en) (démocrate)           |                 | Ephraim Wilson (en) (démocrate)         |                                               |  |
| 51e (1889-1891)  | Arthur Pue Gorman (en) (démocrate)           |                 | Ephraim Wilson (en) (démocrate)         |                                               |  |
| 52e (1891-1893)  | Arthur Pue Gorman (en) (démocrate)           |                 | Charles Hopper Gibson (en) (démocrate)  |                                               |  |
| 53e (1893-1895)  | Arthur Pue Gorman (en) (démocrate)           |                 | Charles Hopper Gibson (en) (démocrate)  |                                               |  |
| 54e (1895-1897)  | Arthur Pue Gorman (en) (démocrate)           |                 | Charles Hopper Gibson (en) (démocrate)  |                                               |  |
| 55e (1897-1899)  | Arthur Pue Gorman (en) (démocrate)           |                 | George L. Wellington (en) (républicain) |                                               |  |
|                  | Louis E. McComas (en) (républicain)          |                 | George L. Wellington (en) (républicain) | 56e (1899-1901)                               |  |
| 57e (1901-1903)  | Louis E. McComas (en) (républicain)          |                 | George L. Wellington (en) (républicain) |                                               |  |
| 58e (1903-1905)  | Louis E. McComas (en) (républicain)          |                 | Arthur Pue Gorman (en) (démocrate)      |                                               |  |
|                  | Isidor Rayner (en) (démocrate)               |                 | Arthur Pue Gorman (en) (démocrate)      | 59e (1905-1906)                               |  |
| 59e (1906-1907)  | Isidor Rayner (en) (démocrate)               |                 | William Pinkney Whyte (en) (démocrate)  |                                               |  |
| 60e (1907-1908)  | Isidor Rayner (en) (démocrate)               |                 | William Pinkney Whyte (en) (démocrate)  |                                               |  |
| 60e (1908-1909)  | Isidor Rayner (en) (démocrate)               |                 | John Walter Smith (en) (démocrate)      |                                               |  |
| 61e (1909-1911)  | Isidor Rayner (en) (démocrate)               |                 | John Walter Smith (en) (démocrate)      |                                               |  |
| 62e (1911-1912)  | Isidor Rayner (en) (démocrate)               |                 | John Walter Smith (en) (démocrate)      |                                               |  |
|                  | William P. Jackson (en) (républicain)        |                 | John Walter Smith (en) (démocrate)      | 62e (1912-1913)                               |  |
| 63e (1913-1914)  | William P. Jackson (en) (républicain)        |                 | John Walter Smith (en) (démocrate)      |                                               |  |
|                  | Blair Lee I (en) (démocrate)                 |                 | John Walter Smith (en) (démocrate)      | 63e (1914-1915)                               |  |
| 64e (1915-1917)  | Blair Lee I (en) (démocrate)                 |                 | John Walter Smith (en) (démocrate)      |                                               |  |
|                  | Joseph I. France (en) (républicain)          |                 | John Walter Smith (en) (démocrate)      | 65e (1917-1919)                               |  |
| 66e (1919-1921)  | Joseph I. France (en) (républicain)          |                 | John Walter Smith (en) (démocrate)      |                                               |  |
| 67e (1921-1923)  | Joseph I. France (en) (républicain)          |                 | Ovington Weller (en) (républicain)      |                                               |  |
|                  | William Cabell Bruce (démocrate)             |                 | Ovington Weller (en) (républicain)      | 68e (1923-1925)                               |  |
| 69e (1925-1927)  | William Cabell Bruce (démocrate)             |                 | Ovington Weller (en) (républicain)      |                                               |  |
| 70e (1927-1929)  | William Cabell Bruce (démocrate)             |                 | Millard E. Tydings (en) (démocrate)     |                                               |  |
|                  | Phillips Lee Goldsborough (en) (républicain) |                 | Millard E. Tydings (en) (démocrate)     | 71e (1929-1931)                               |  |
| 72e (1931-1933)  | Phillips Lee Goldsborough (en) (républicain) |                 | Millard E. Tydings (en) (démocrate)     |                                               |  |
| 73e (1933-1935)  | Phillips Lee Goldsborough (en) (républicain) |                 | Millard E. Tydings (en) (démocrate)     |                                               |  |
|                  | George L. P. Radcliffe (en) (démocrate)      |                 | Millard E. Tydings (en) (démocrate)     | 74e (1935-1937)                               |  |
| 75e (1937-1939)  | George L. P. Radcliffe (en) (démocrate)      |                 | Millard E. Tydings (en) (démocrate)     |                                               |  |
| 76e (1939-1941)  | George L. P. Radcliffe (en) (démocrate)      |                 | Millard E. Tydings (en) (démocrate)     |                                               |  |
| 77e (1941-1943)  | George L. P. Radcliffe (en) (démocrate)      |                 | Millard E. Tydings (en) (démocrate)     |                                               |  |
| 78e (1943-1945)  | George L. P. Radcliffe (en) (démocrate)      |                 | Millard E. Tydings (en) (démocrate)     |                                               |  |
| 79e (1945-1947)  | George L. P. Radcliffe (en) (démocrate)      |                 | Millard E. Tydings (en) (démocrate)     |                                               |  |
|                  | Herbert O'Conor (en) (démocrate)             |                 | Millard E. Tydings (en) (démocrate)     | 80e (1947-1949)                               |  |
| 81e (1949-1951)  | Herbert O'Conor (en) (démocrate)             |                 | Millard E. Tydings (en) (démocrate)     |                                               |  |
| 82e (1951-1953)  | Herbert O'Conor (en) (démocrate)             |                 | John Marshall Butler (en) (républicain) |                                               |  |
|                  | James Glenn Beall (en) (républicain)         |                 | John Marshall Butler (en) (républicain) | 83e (1953-1955)                               |  |
| 84e (1955-1957)  | James Glenn Beall (en) (républicain)         |                 | John Marshall Butler (en) (républicain) |                                               |  |
| 85e (1957-1959)  | James Glenn Beall (en) (républicain)         |                 | John Marshall Butler (en) (républicain) |                                               |  |
| 86e (1959-1961)  | James Glenn Beall (en) (républicain)         |                 | John Marshall Butler (en) (républicain) |                                               |  |
| 87e (1961-1963)  | James Glenn Beall (en) (républicain)         |                 | John Marshall Butler (en) (républicain) |                                               |  |
| 88e (1963-1965)  | James Glenn Beall (en) (républicain)         |                 | Daniel B. Brewster (en) (démocrate)     |                                               |  |
|                  | Joseph Tydings (en) (démocrate)              |                 | Daniel B. Brewster (en) (démocrate)     | 89e (1965-1967)                               |  |
| 90e (1967-1969)  | Joseph Tydings (en) (démocrate)              |                 | Daniel B. Brewster (en) (démocrate)     |                                               |  |
| 91e (1969-1971)  | Joseph Tydings (en) (démocrate)              |                 | Charles Mathias (en) (républicain)      |                                               |  |
|                  | John Glenn Beall (en) (républicain)          |                 | Charles Mathias (en) (républicain)      | 92e (1971-1973)                               |  |
| 93e (1973-1975)  | John Glenn Beall (en) (républicain)          |                 | Charles Mathias (en) (républicain)      |                                               |  |
| 94e (1975-1977)  | John Glenn Beall (en) (républicain)          |                 | Charles Mathias (en) (républicain)      |                                               |  |
|                  | Paul Sarbanes (démocrate)                    |                 | Charles Mathias (en) (républicain)      | 95e (1977-1979)                               |  |
| 96e (1979-1981)  | Paul Sarbanes (démocrate)                    |                 | Charles Mathias (en) (républicain)      |                                               |  |
| 97e (1981-1983)  | Paul Sarbanes (démocrate)                    |                 | Charles Mathias (en) (républicain)      |                                               |  |
| 98e (1983-1985)  | Paul Sarbanes (démocrate)                    |                 | Charles Mathias (en) (républicain)      |                                               |  |
| 99e (1985-1987)  | Paul Sarbanes (démocrate)                    |                 | Charles Mathias (en) (républicain)      |                                               |  |
| 100e (1987-1989) | Paul Sarbanes (démocrate)                    |                 | Barbara Mikulski (démocrate)            |                                               |  |
| 101e (1989-1991) | Paul Sarbanes (démocrate)                    |                 | Barbara Mikulski (démocrate)            |                                               |  |
| 102e (1991-1993) | Paul Sarbanes (démocrate)                    |                 | Barbara Mikulski (démocrate)            |                                               |  |
| 103e (1993-1995) | Paul Sarbanes (démocrate)                    |                 | Barbara Mikulski (démocrate)            |                                               |  |
| 104e (1995-1997) | Paul Sarbanes (démocrate)                    |                 | Barbara Mikulski (démocrate)            |                                               |  |
| 105e (1997-1999) | Paul Sarbanes (démocrate)                    |                 | Barbara Mikulski (démocrate)            |                                               |  |
| 106e (1999-2001) | Paul Sarbanes (démocrate)                    |                 | Barbara Mikulski (démocrate)            |                                               |  |
| 107e (2001-2003) | Paul Sarbanes (démocrate)                    |                 | Barbara Mikulski (démocrate)            |                                               |  |
| 108e (2003-2005) | Paul Sarbanes (démocrate)                    |                 | Barbara Mikulski (démocrate)            |                                               |  |
| 109e (2005-2007) | Paul Sarbanes (démocrate)                    |                 | Barbara Mikulski (démocrate)            |                                               |  |
|                  | Ben Cardin (démocrate)                       |                 | Barbara Mikulski (démocrate)            | 110e (2007-2009)                              |  |
| 111e (2009-2011) | Ben Cardin (démocrate)                       |                 | Barbara Mikulski (démocrate)            |                                               |  |
| 112e (2011-2013) | Ben Cardin (démocrate)                       |                 | Barbara Mikulski (démocrate)            |                                               |  |
| 113e (2013-2015) | Ben Cardin (démocrate)                       |                 | Barbara Mikulski (démocrate)            |                                               |  |
| 114e (2015-2017) | Ben Cardin (démocrate)                       |                 | Barbara Mikulski (démocrate)            |                                               |  |
| 115e (2017-2019) | Ben Cardin (démocrate)                       |                 | Chris Van Hollen (démocrate)            |                                               |  |
| 116e (2019-2021) | Ben Cardin (démocrate)                       |                 | Chris Van Hollen (démocrate)            |                                               |  |
| 117e (2021-2023) | Ben Cardin (démocrate)                       |                 | Chris Van Hollen (démocrate)            |                                               |  |
| 118e (2023-2025) | Ben Cardin (démocrate)                       |                 | Chris Van Hollen (démocrate)            |                                               |  |
|                  | Angela Alsobrooks (démocrate)                |                 | Chris Van Hollen (démocrate)            | 119e (2025-2027)                              |  |